# Hydrocarbure de Platon
 (mars 2021).
Si vous disposez d'ouvrages ou d'articles de référence ou si vous connaissez des sites web de qualité traitant du thème abordé ici, merci de compléter l'article en donnant les références utiles à sa vérifiabilité et en les liant à la section « Notes et références ».
Un hydrocarbure de Platon ou hydrocarbure platonicien est un hydrocarbure dont la structure moléculaire reproduit un solide de Platon dans lequel les sommets sont des atomes de carbone et les arêtes des liaisons chimiques. Tous les solides de Platon n'ont pas leur contrepartie moléculaire :
- le carbone tétravalent exclut l'icosaèdre comme modèle moléculaire (5 arêtes se rejoignent à chaque sommet) ;
- des contraintes angulaires interdiraient l'octaèdre, mais il existe du [1.1.1.1]paddlane[1], C(CH2)4C. De plus, comme chaque sommet réunit 4 arêtes, il n'y aurait pas d'atome d'hydrogène et cette hypothétique molécule octaédrique serait en fait un allotrope C6 du carbone élémentaire et pas un hydrocarbure.

D'un autre côté, les hydrocarbures de Platon suivants ont été synthétisés :
- pour le tétraèdre, le tétraédrane (C4H4) mais seulement avec des substituants appropriés ;
- pour le cube (hexaèdre), le cubane (C8H8) ;
- pour le dodécaèdre, le dodécaédrane (C12H12).

Avec l'augmentation du nombre d'atomes de carbone dans le squelette moléculaire, la géométrie de celui-ci tend à devenir approximativement sphérique. Cette tendance trouve son accomplissement avec les fullerènes qui ne sont cependant pas des solides de Platon eux-mêmes (le buckminsterfullerène, C60, a la forme d'un icosaèdre tronqué, qui est un solide d'Archimède).

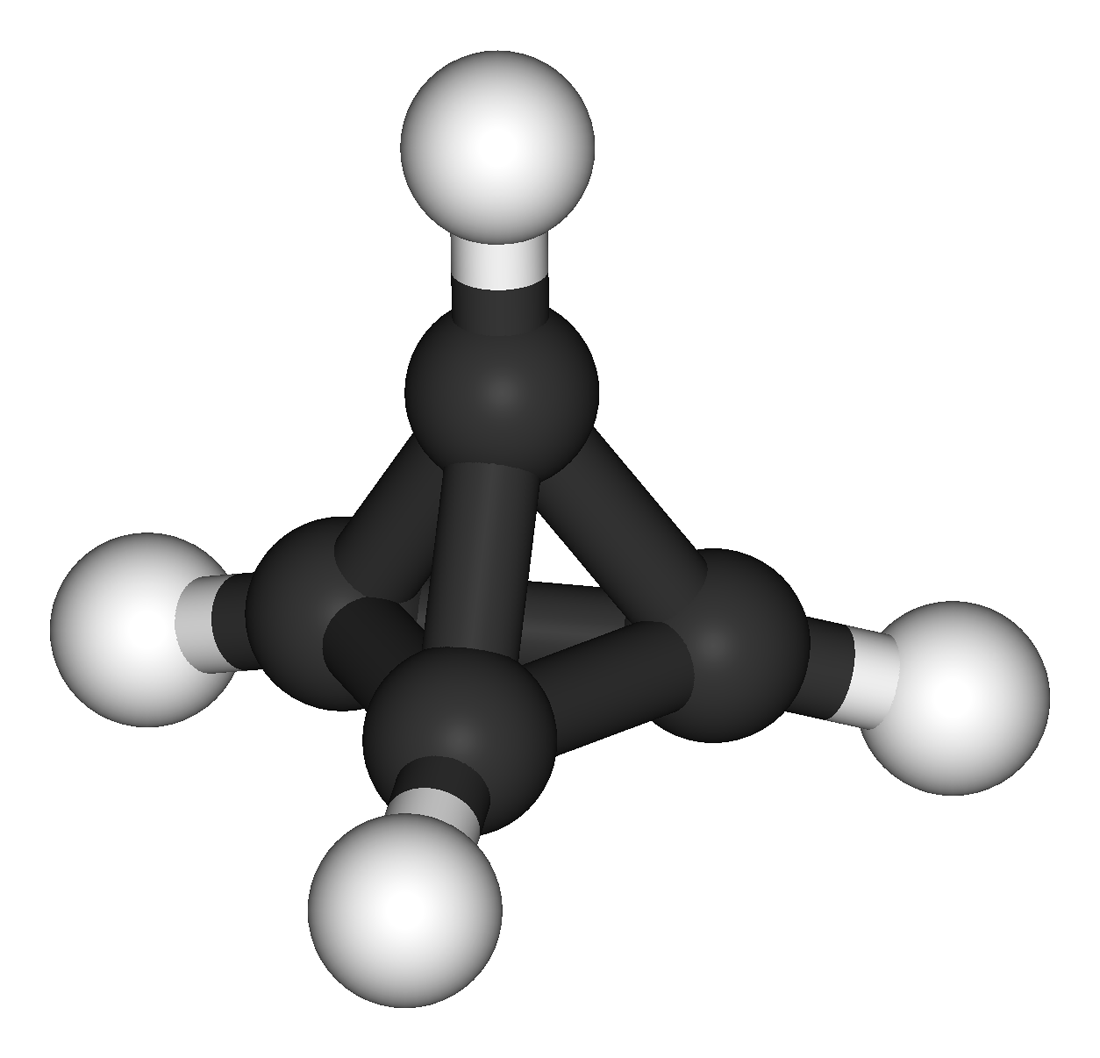
Tétraédrane
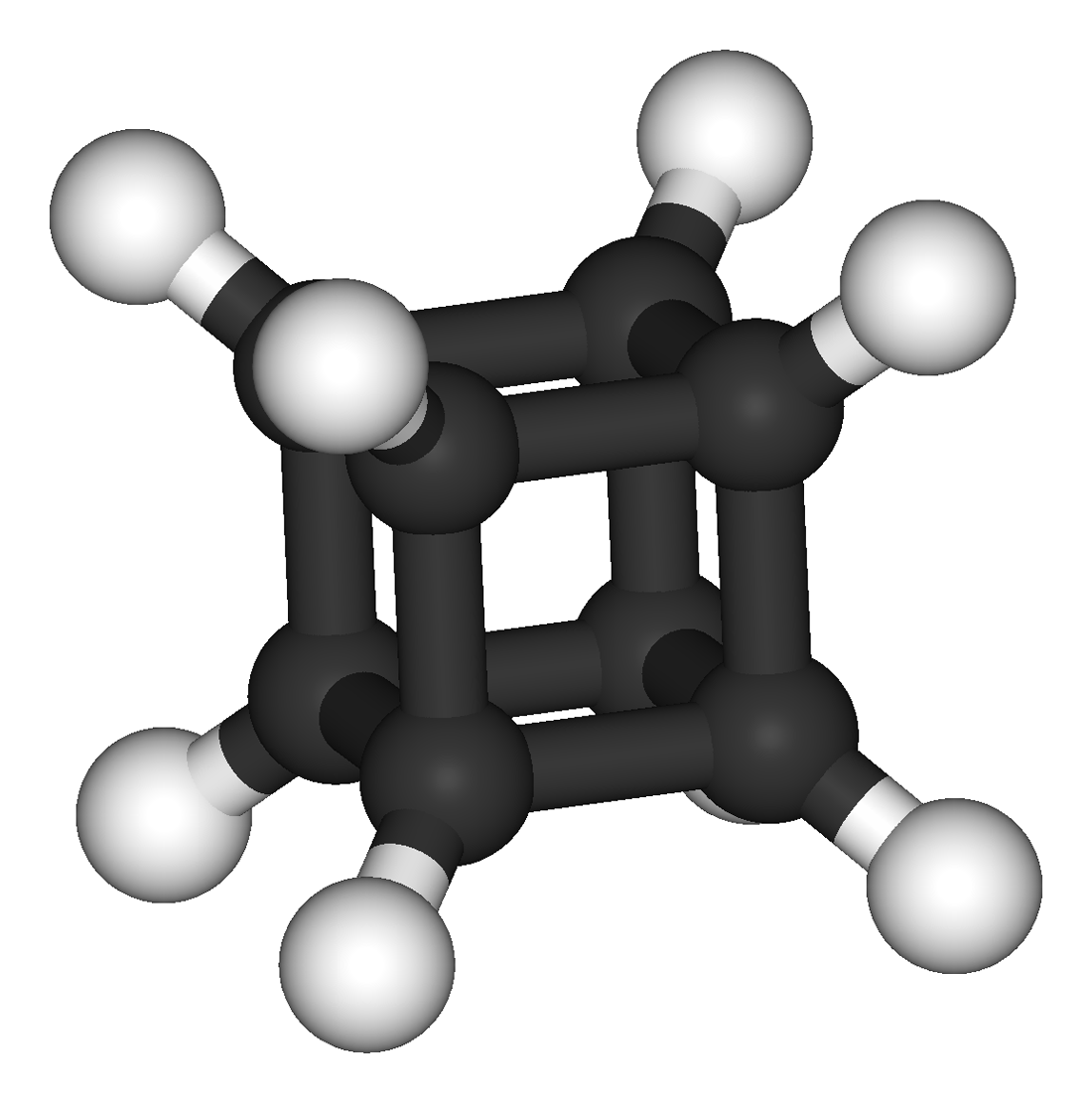
Cubane
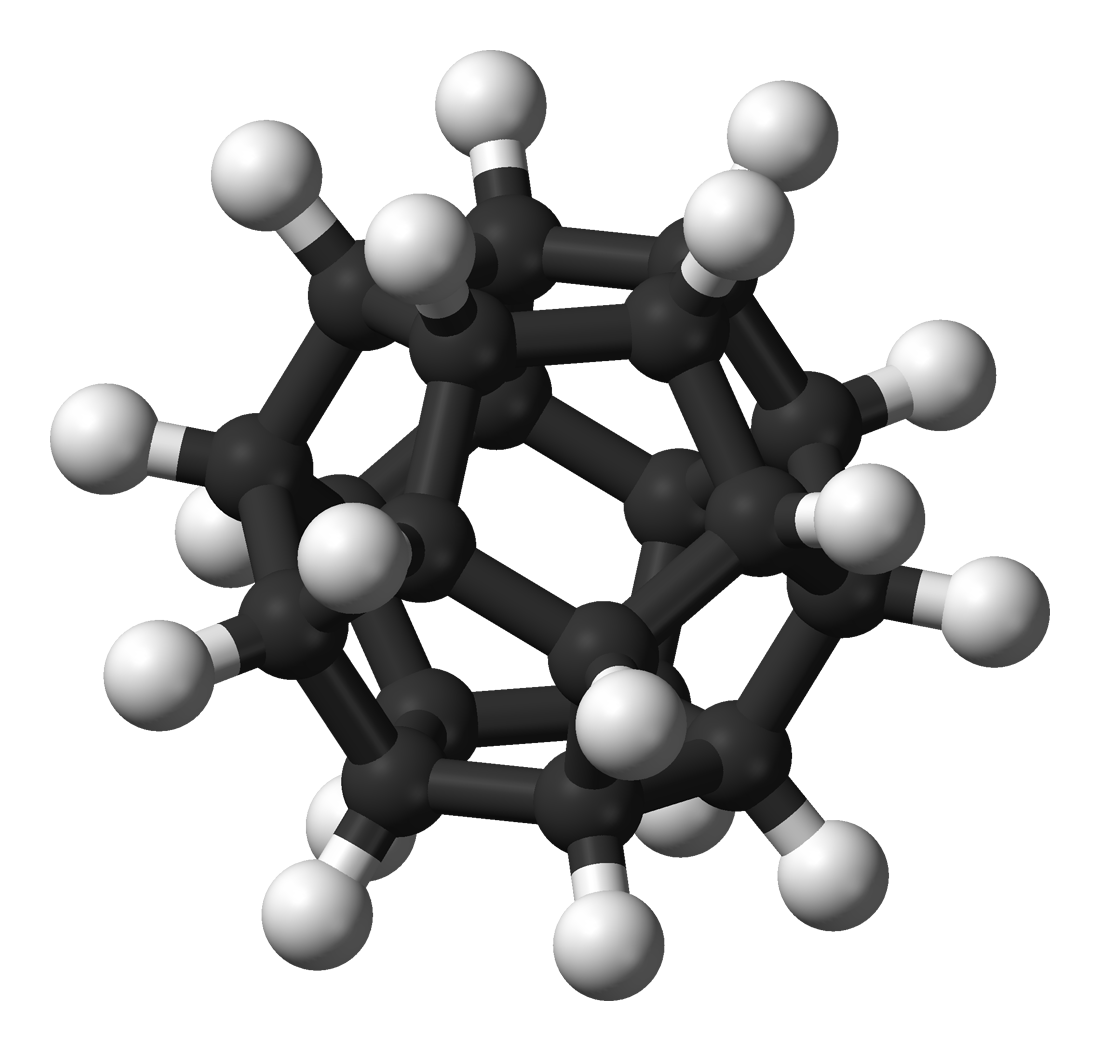
Dodécaédrane